# 蒙德京根
蒙德京根 （德語：Munderkingen，發音：[ˈmʊndɐˌkɪŋən] ⓘ）是德国巴登-符腾堡州蒂宾根行政区山地-多瑙县的城市，总面积为13.08平方千米，2023年12月31日总人口为5,422人。